# کارینا نوگیرا
کارینا نوگیرا (انگلیسی: Carina Nogueira؛ زادهٔ ۱۹ نوامبر ۱۹۸۲) بازیکن فوتبال اهل لوکزامبورگ است.
وی همچنین در تیم ملی فوتبال Luxembourg بازی کرده‌است.